# アルバート・アドマー
アルバート・ダンカー・アドマー（Albert Danquah Adomah、1987年12月13日 - ）は、イングランド・ロンドンランベス区出身のプロサッカー選手。ポジションは、ミッドフィールダー。ウォルソールFC所属。

## 経歴

### クラブ
イスミアンフットボールリーグ(7～8部相当)のハーロウ・ボロFCでプレーを始めた。
2008年1月、リーグ2のバーネットFCと契約、プロデビューを果たす。
2010年7月、15万ポンドでチャンピオンシップのブリストル・シティFCに移籍。加入初年度で全公式戦合計で12アシストを記録し、シーズン終了後のサポーター投票でチームの年間MVPに選ばれた。
2013年8月、チャンピオンシップのミドルズブラFCに100万ポンドで移籍。2015-16シーズン、チームはリーグ戦を2位で終えプレミアリーグ昇格を達成した。
2016年8月、アストン・ヴィラFCに移籍。2019年7月、ノッティンガム・フォレストFCに移籍。
2020年10月2日にノッティンガム・フォレストFCとの契約を解消し、同月5日にクイーンズ・パーク・レンジャーズFCと2年契約を結んだ。
2024年7月23日、ウォルソールFCに1年契約で移籍した。

### 代表
アドマー自身はイングランドで生まれ育ったが、ルーツのガーナを選択した。2011年9月のブラジル戦でガーナ代表デビュー。主要大会ではアフリカネイションズカップ2013と2014 FIFAワールドカップに参加した。

## 代表歴

### 出場大会
- ガーナ代表
  - 2014 FIFAワールドカップ

### 試合数
- 国際Aマッチ 19試合 2得点（2011年-2018年）[8]

| ガーナ代表 | 国際Aマッチ | 国際Aマッチ |
| 年         | 出場        | 得点        |
| ---------- | ----------- | ----------- |
| 2011       | 2           | 0           |
| 2012       | 1           | 0           |
| 2013       | 9           | 1           |
| 2014       | 4           | 0           |
| 2015       | 2           | 1           |
| 2016       | 0           | 0           |
| 2017       | 0           | 0           |
| 2018       | 1           | 0           |
| 通算       | 19          | 2           |